# کروشرن
کروشرن (به آلمانی: Cröchern) یک منطقهٔ مسکونی در آلمان است که در بورگشتال (زاکسونی)-آنهالت واقع شده‌است. کروشرن ۲۸۲ نفر جمعیت دارد.